# Pamir Airways
Pamir Airways — скасована приватна афганська авіакомпанія зі штаб-квартирою в Кабулі. Була повноправним членом IATA.

## Історія
Pamir Airways була заснована у травні 1995 року як перша приватна авіакомпанія, яка отримала ліцензію від ісламського уряду Афганістану. Свою назву авіакомпанія отримала від Памірських гір.
Спочатку, Pamir Airways почаkf перевезення з одним літаком Boeing 707-320 і двома Ан-12. В період хаджу Pamir Airways була основним перевізником паломників з Афганістану в Саудівську Аравію. Pamir Airways перевезла 9000 паломників в 2004 році і 15 000 паломників у 2005 році.
У квітні 2008 року Pamir Airways була викуплена групою впливових афганських бізнесменів. Директором авіакомпанії став Шерхан Фарнуд, який є також головою Міжнародної Торгово-Промислової Палати Афганістану.
Внаслідок високої кредитної заборгованості та низького рівня забезпечення безпеки 19 березня 2011 року у авіакомпанії був відкликаний сертифікат експлуатанта.

## Пункти призначення
У червні 2010 року Pamir Airways виконувала польоти в такі міста:
Афганістан
- Фарах — Фарах
- Герат — Герат
- Кабул — Кабул хаб
- Кандагар — Кандагар
- Мазарі-Шаріф — Мазарі-Шаріф

Індія
- Делі — Міжнародний аеропорт імені Індіри Ганді

Саудівська Аравія
- Джидда — Міжнародний аеропорт імені короля Абдул-Азіза
- Ер-Ріяд — Міжнародний аеропорт імені короля Халіда

Об'єднані Арабські Емірати
- Дубай — Дубай

## Флот

### Поточний стан
У липні 2010 року повітряний флот авіакомпанії Pamir Airways складали наступні літаки:

## Події і катастрофи
- 17 травня 2010 року літак Ан-24 (рейс 112) впав на перевалі Саланг, в 100 км на північ від Кабула[7]. Літак летів з Кундуза в Кабул. Він раптово зник з екранів радарів[8][9].